# M6 (baioneta)
A baioneta M6 é uma baioneta usada pelas Forças Armadas dos EUA para o fuzil M14, também pode ser usada com o Mk 14 Enhanced Battle Rifle, bem como com o M39 Enhanced Marksman Rifle. Foi introduzida em 1957, ao mesmo tempo que o próprio fuzil. É a única baioneta feita para o M14.

## Descrição
Como sua antecessora, a baioneta M5 para o fuzil M1 Garand, a M6 foi projetada para servir funções adicionais como faca de combate e canivete. O design básico da lâmina era como as baionetas M4, M5 e, posteriormente, M7, baseadas na faca de trincheira M3 projetada para a Segunda Guerra Mundial. O comprimento total da M6 é de 29,8 cm, com lâmina de 17,1 cm de comprimento. Os empreiteiros que fabricaram a M6 incluíram Aerial Cutlery Co., Columbus Milpar and Mfg. e Imperial Knife Co. O primeiro desses contratos foi cumprido em 1961 e o último em 1969.
A baioneta M7 que sucedeu à baioneta M6 foi introduzida em 1964 para o fuzil M16. As diferenças mais notáveis entre as duas são o diâmetro dos anéis da boca, o formato do cabo e o mecanismo de travamento. A M6 possui uma alavanca com mola próxima à guarda que, quando pressionada, libera a baioneta, e o mecanismo de liberação da M7 fica no pomo. Ambos os modelos têm o mesmo comprimento, o mesmo acabamento preto e utilizam a bainha M8A1.
Hoje, a M6 é usada principalmente para fins cerimoniais, principalmente pelo Exército e pelo Corpo de Fuzileiros Navais, que ainda usam o fuzil M14 para exercícios de exibição.

## M8 e M8A1 Scabbard
Existem duas variações desta bainha, ambas com corpo de fibra de vidro verde-oliva e boca de aço. A versão inicial da bainha M8 tinha apenas uma presilha para cinto e não tinha o gancho duplo que as bainhas de baioneta anteriores tinham para prender em equipamentos de transporte de carga, como o M1910 Haversack. A bainha M8A1 aprimorada fabricada posteriormente na Segunda Guerra Mundial possui o gancho de arame dobrado M1910. O flange da garganta da bainha é estampado "US M8" ou "US M8A1" na peça plana de aço junto com as iniciais do fabricante. Algumas bainhas M8 foram posteriormente modificadas com a adição do gancho M1910. Posteriormente, as bainhas M8A1 foram fabricadas com uma aba estendida modificada no suporte da teia para fornecer mais espaço para a baioneta M5, que roçava no cabo mais largo da baioneta. Esta bainha é correta para todas as baionetas dos EUA do pós-guerra, incluindo M4, M5, M6 e M7. Também era usada com a faca de luta M3.